# Сава (подводная лодка, 1977)
П-831 «Сава» (сербохорв. P-831 "Sava" / П-831 "Сава") — югославская подводная лодка типа «Сава».
Построена в 1977 году на верфи в Сплите по заказу ВМС СФРЮ. После распада Югославии переведена в Черногорию, где продолжала службу в составе ВМС Союзной Республики Югославии. В 2004 году была выведена из состава ВМС и пущена на слом.